# Инвазија Новог Мексика
Инвазија Новог Мексика (енгл. New Mexico campaign), почетком 1862, неуспели покушај Конфедерације да заузме територију Нови Мексико током Америчког грађанског рата.

## Позадина
Како се „сецесиона зима“ претворила у отворени сукоб у пролеће 1861. године, федерална власт у државама и територијама Дивљег запада (Калифорнија, Орегон, Канзас, Тексас, Територија Новог Мексика, Територија Колорада, Територија Дакоте, Територија Небраске, Територија Неваде, Територија Јуте и Територија Вашингтона) углавном је била у рукама гувернера које је именовао председник и ослањала се на око 10.000 војника раштрканих по региону у неколико десетина логора, тврђава и арсенала. Ова огромна област била је веома ретко насељена: само 5% белачког становништва САД живела је западно од Мисисипија - у свему око милион становника. Када се Тексас отцепио од Уније, почетком 1861, генерал мајор Дејвид Твигс, заповедник федералних трупа у Тексасу, предао је своје снаге (око 2.500 војника, 1.200 коња и залихе вредне преко милион долара) које су представљале скоро 15% редовне војске САД, новим властима. За разлику од Тексаса, остале територије САД западно од Мисисипија остале су уз Унију, иако је у свакој територији постојала знатна мањина присталица Конфедерације.  